# Nazionale femminile di pallamano della Svezia
La nazionale di pallamano femminile della Svezia rappresenta la Svezia nelle competizioni internazionali e la sua attività è gestita dalla Federazione di pallamano della Svezia (SHF). Nella sua storia ha partecipato sia ai giochi olimpici sia ai campionati mondiali e la sua migliore prestazione al campionato europeo è un secondo posto nell'edizione 2010.

## Palmarès

### Europei
- (2010)
- (2014)